# Gottfried Boldt
Gottfried Boldt (* 14. Juli 1906 in Potsdam; † 30. August 1957 in Wyk auf Föhr) war ein deutscher Rechtswissenschaftler.

## Leben
Gottfried Boldt war der Sohn des Generaloberarztes Arnold Boldt und dessen Ehefrau Hanna, geborene Ramm. Seine Schullaufbahn beendete er im März 1924 am Joachimthalschen Gymnasium in Templin. Boldt absolvierte danach ein Studium der Rechts- und Staatswissenschaft an den Universitäten in Jena, Lausanne und München. Im März 1928 legte er das erste juristische Staatsexamen am Oberlandesgericht Jena ab. Er promovierte 1932 an der Universität Bonn. Boldt trat nach der nationalsozialistischen „Machtergreifung“ zum 1. Mai 1933 der NSDAP bei (Mitgliedsnummer 2.137.223).
In der Zeit des Nationalsozialismus lehrte er ab 1935 als Privatdozent an der Universität Bonn. 1937 erhielt er ein Extraordinariat an der Albertus-Universität Königsberg. 1940 folgte er dem Ruf der Christian-Albrechts-Universität zu Kiel auf ihren Lehrstuhl für Straf- und Strafprozessrecht.
Im selben Jahr zur Wehrmacht eingezogen, nahm er am Zweiten Weltkrieg teil. Er geriet in sowjetische Kriegsgefangenschaft, aus der er erst 1955 mit der „Heimkehr der Zehntausend“ nach Westdeutschland kam. Die Friedrich-Alexander-Universität Erlangen berief ihn sogleich als o. Professor für Strafrecht, Strafprozessrecht und Jugendrecht.
Johann Samuel Friedrich von Böhmer stand im Mittelpunkt von Boldts Arbeit.

## Werke
- Die Voraussetzungen für die Anwendbarkeit der poena ordinaria bei J.S.F. Böhmer 1704–1772, 1933. GoogleBooks
- Johann Samuel Friedrich von Böhmer und die gemeinrechtliche Strafrechtswissenschaft, 1936. GoogleBooks
- Zur Struktur der Fahrlässigkeits-Tat, 1956. GoogleBooks